# Železniční trať Mladá Boleslav – Stará Paka
Železniční trať Mladá Boleslav – Stará Paka (v jízdním řádu pro cestující rozdělena do tabulek s čísly 064 a 046) je jednokolejná regionální trať kromě úseku Mladá Boleslav hl. n. – Mladá Boleslav město, který je úsekem celostátní dráhy. Trať vede z Mladé Boleslavi hl. n. přes Dolní Bousov a Libuň do Staré Paky. Trať byla zprovozněna v roce 1905 z Mladé Boleslavi do Sobotky a 1906 dále do Staré Paky. V roce 2003 byl zahlouben úsek z Mladé Boleslavi město na hlavní nádraží.
Na části tratě z Mladějova do Lomnice jsou provozovány vlaky pouze o víkendech v turistické sezóně, v době letních prázdnin každodenně.

## Zahloubení tratě v Mladé Boleslavi
Trať byla v době svého vzniku vedena okolo tehdejšího města Mladá Boleslav. Město i automobilka se ale postupně rozrostly za trať, takže křížení jedné z hlavních ulic města (dnešní třída Václava Klementa) se železnicí, navíc těsně před stanicí Mladá Boleslav město, začalo ve městě způsobovat značné dopravní problémy. 
Zvažovány byly různé varianty řešení, z nichž zvítězilo zahloubení tratě. Z výběrového řízení na zhotovitele vyšlo vítězně Sdružení Mladá Boleslav – Slovanka, které tvořily firmy Bostas Mladá Boleslav, Železniční stavitelství Praha a Hochtief. 
Stavba započala 16. července 2002. Bylo vyhloubeno přibližně 130 tisíc m3 zeminy. Vzniklo nové mimoúrovňové křížení s třídou Václava Klementa, nová křižovatka této třídy s čtyřproudovou komunikací, která tvořila zárodek budoucí Severovýchodní tangenty (dnešní třída Ludvíka Kalmy a Volkharda Köhlera), dále nové provedení stanice Mladá Boleslav město, tři lávky pro pěší navazující na ulici Mjr. Frymla a v rámci navazujících investic také nový silniční most a lávka v areálu firmy Škoda Auto. Stavba byla slavnostně uvedena do provozu dne 29. října 2003. Celkové náklady dosáhly 622 milionů Kč, z čehož 75 milionů přispěl stát, 85 milionů Škoda Auto a 400 milionů Kč pokryl úvěr města Mladá Boleslav. Jednalo se o jednu z největších investičních akcí v dějinách Mladé Boleslavi, na kterou následně navázala výstavba OC Bondy, nového autobusového nádraží a již zmíněné Severovýchodní tangenty.

## Budoucí investice
Železniční spojení mezi Prahou, Mladou Boleslaví a potažmo Libercem a Českou Lípou má zrychlit série zvažovaných staveb, z nichž Všejanská spojka (nová trať propojující Milovice a Všejany) a Bezděčínská spojka (propojující nymburskou trať z prostoru stanice Nepřevázka s tratí Mladá Boleslav – Stará Paka v prostoru mezi stanicemi Mladá Boleslav město a Řepov) by osobní dopravu přivedly přímo do stanice Mladá Boleslav město, která má být rozšířena ze dvou kolejí a jednoho nástupiště na šest kolejí a tři nástupiště, propojená vzájemně podchody. Existují také plány na vznik nové zastávky Mladá Boleslav východ. Dále má vzniknout tzv. Ptácká spojka, umožňující průjezd vlaků ze stanice Mladá Boleslav město směrem na Bakov nad Jizerou (a dále na Liberec nebo Českou Lípu). K roku 2022 je plánován začátek stavby na rok 2028 a dokončení na rok 2031.
Modernizací má projít také budova hlavního nádraží Mladá Boleslav, což je však zvažováno už po dobu několika desetiletí.  

## Navazující tratě

### Mladá Boleslav hlavní nádraží
- Železniční trať Praha–Turnov
- Železniční trať Nymburk – Mladá Boleslav
- Železniční trať Mladá Boleslav – Mělník

### Dolní Bousov
- Železniční trať Bakov nad Jizerou – Kopidlno

### Libuň
- Železniční trať Hradec Králové – Turnov

### Stará Paka
- Železniční trať Pardubice–Liberec
- Železniční trať Chlumec nad Cidlinou – Trutnov

## Galerie

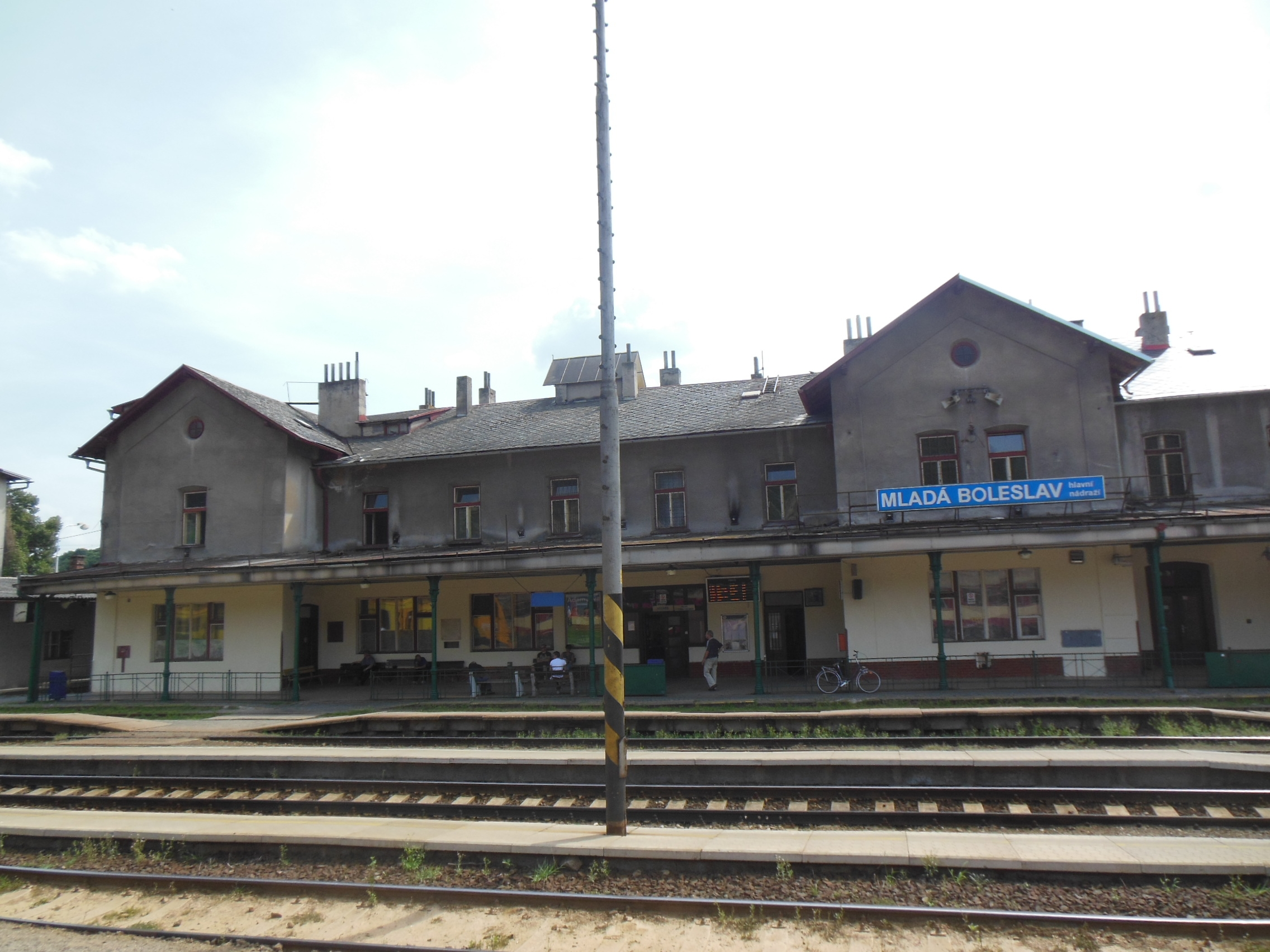
Stanice Mladá Boleslav hl. n.
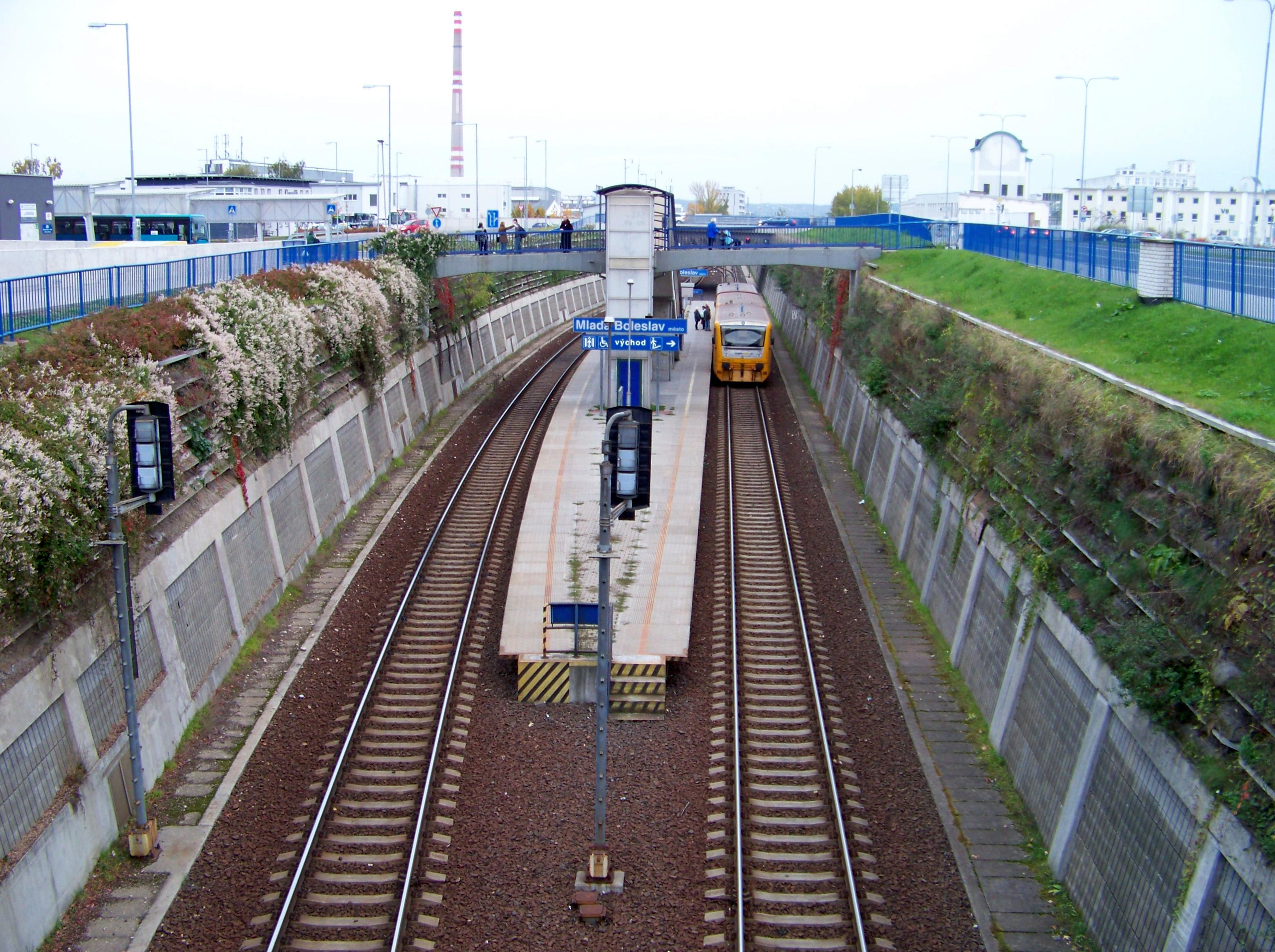
Stanice Mladá Boleslav město
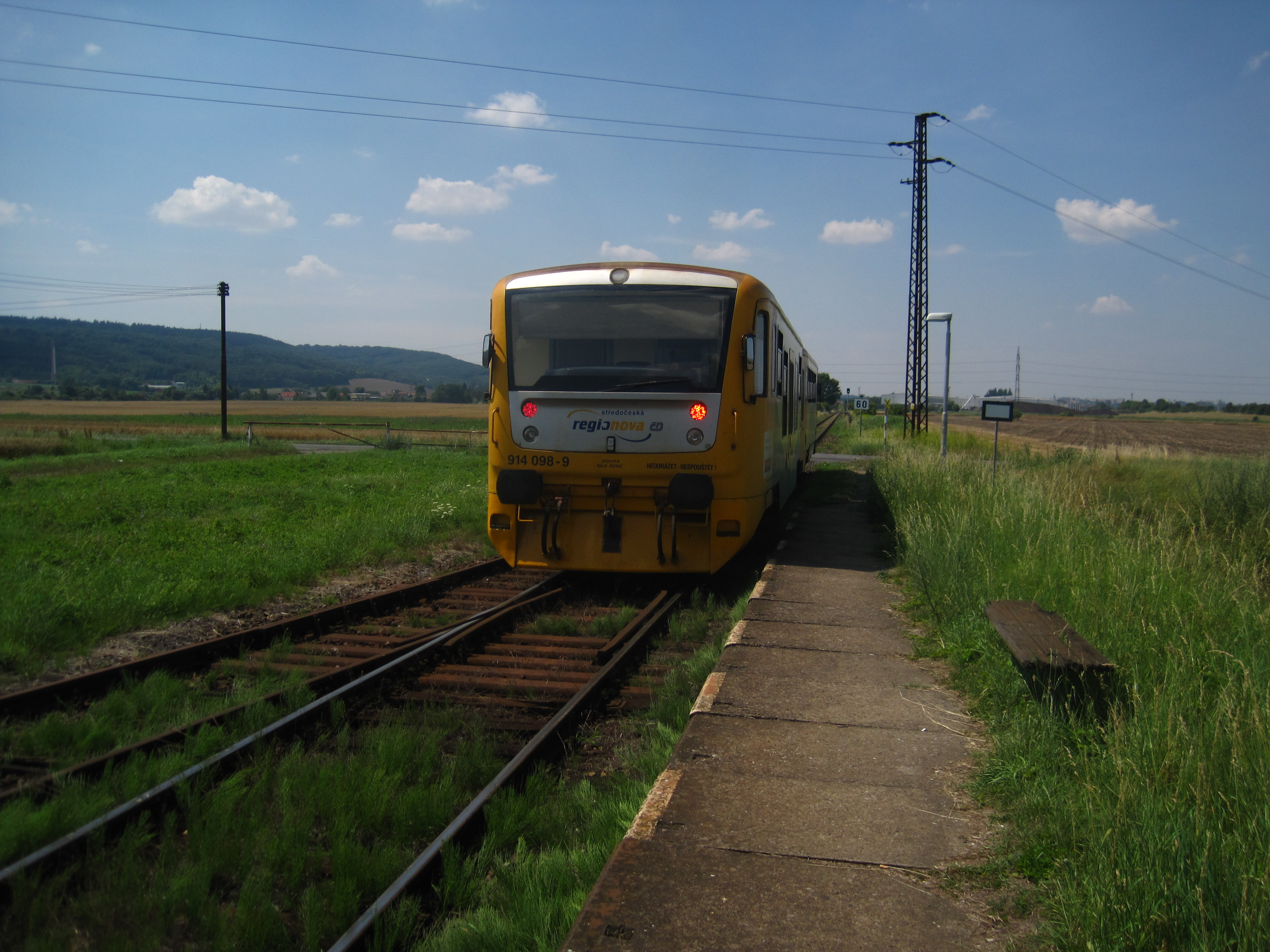
Zastávka Kolomuty
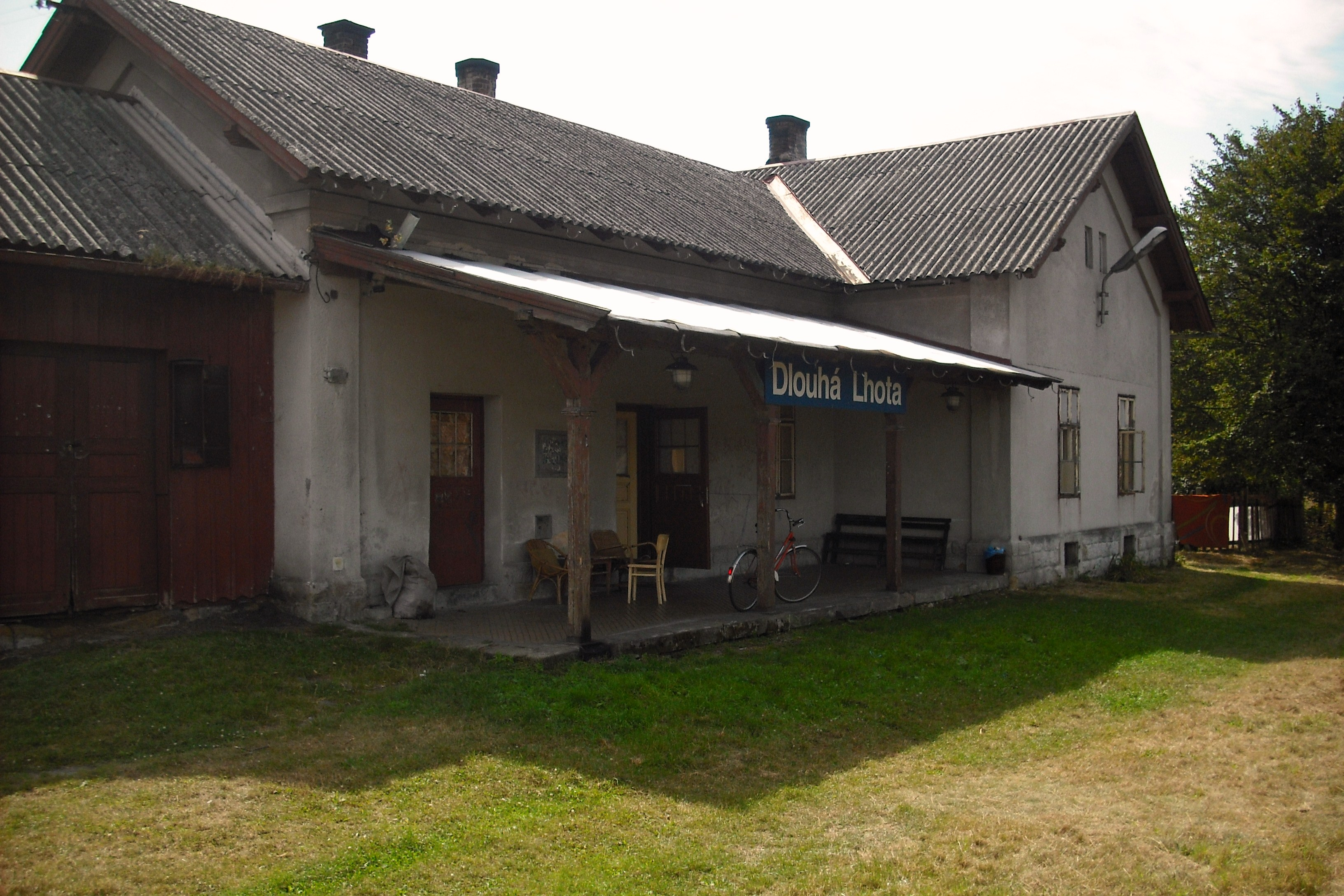
Zastávka Dlouhá Lhota
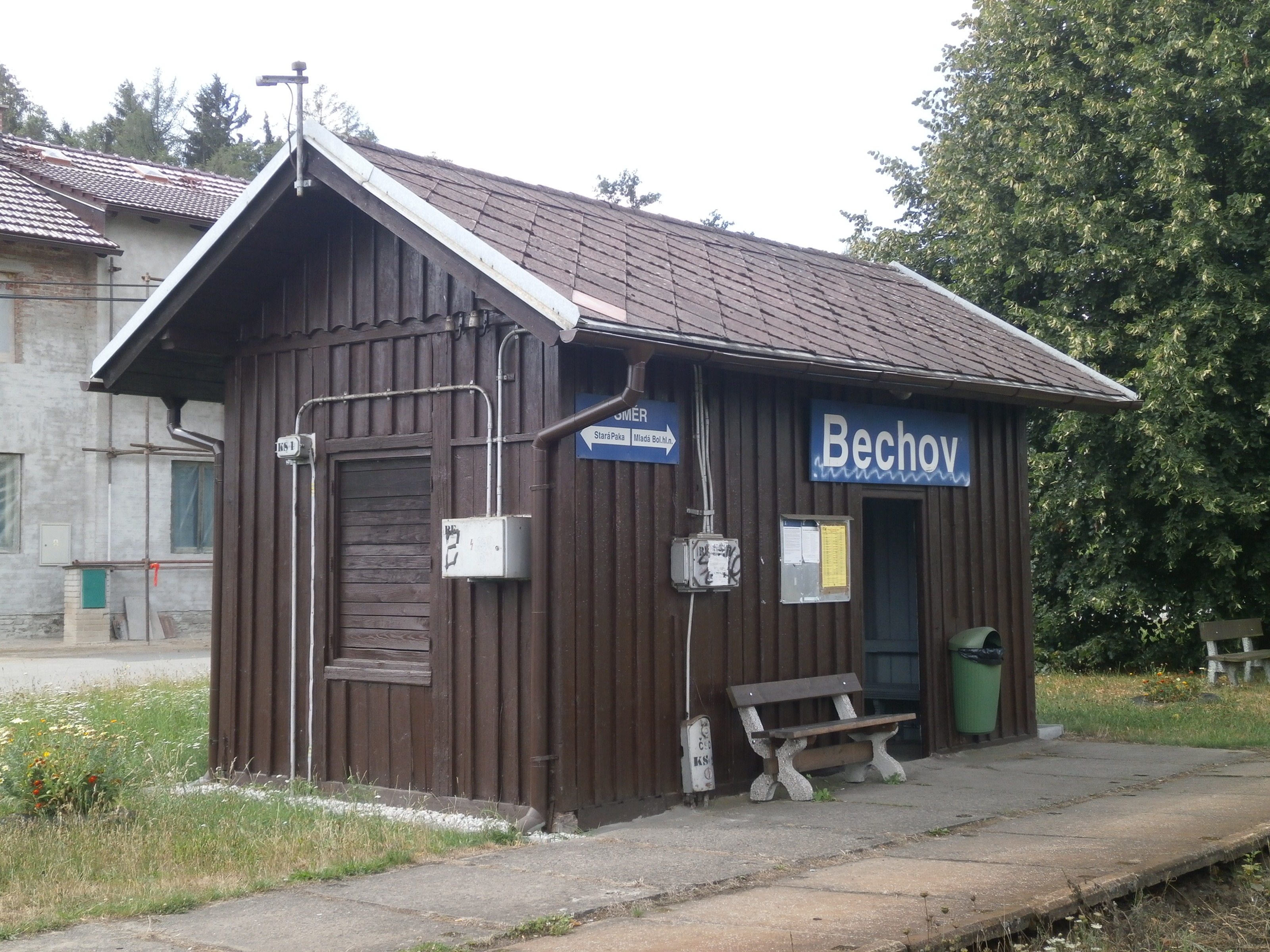
Zastávka Bechov
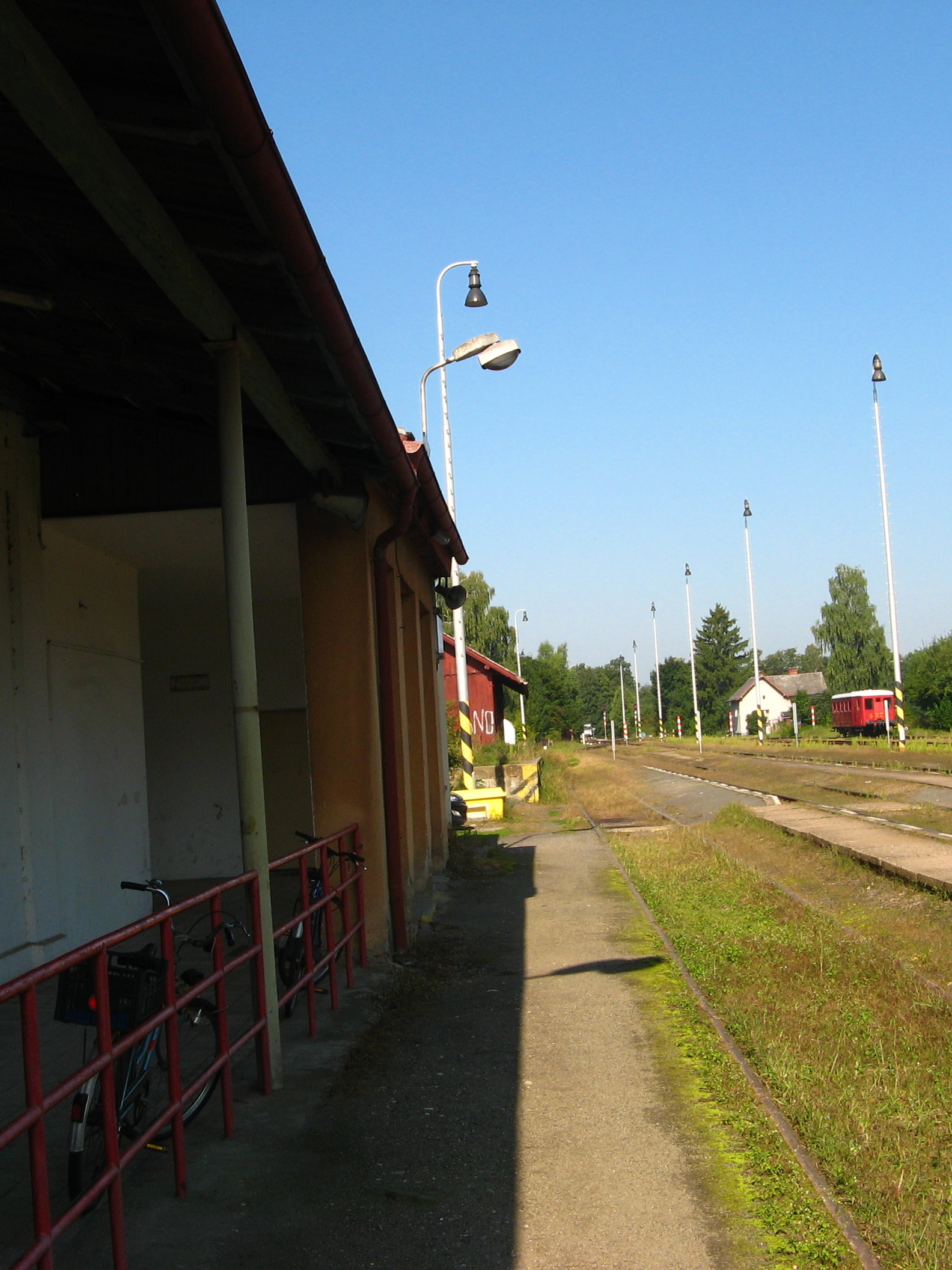
Stanice Dolní Bousov
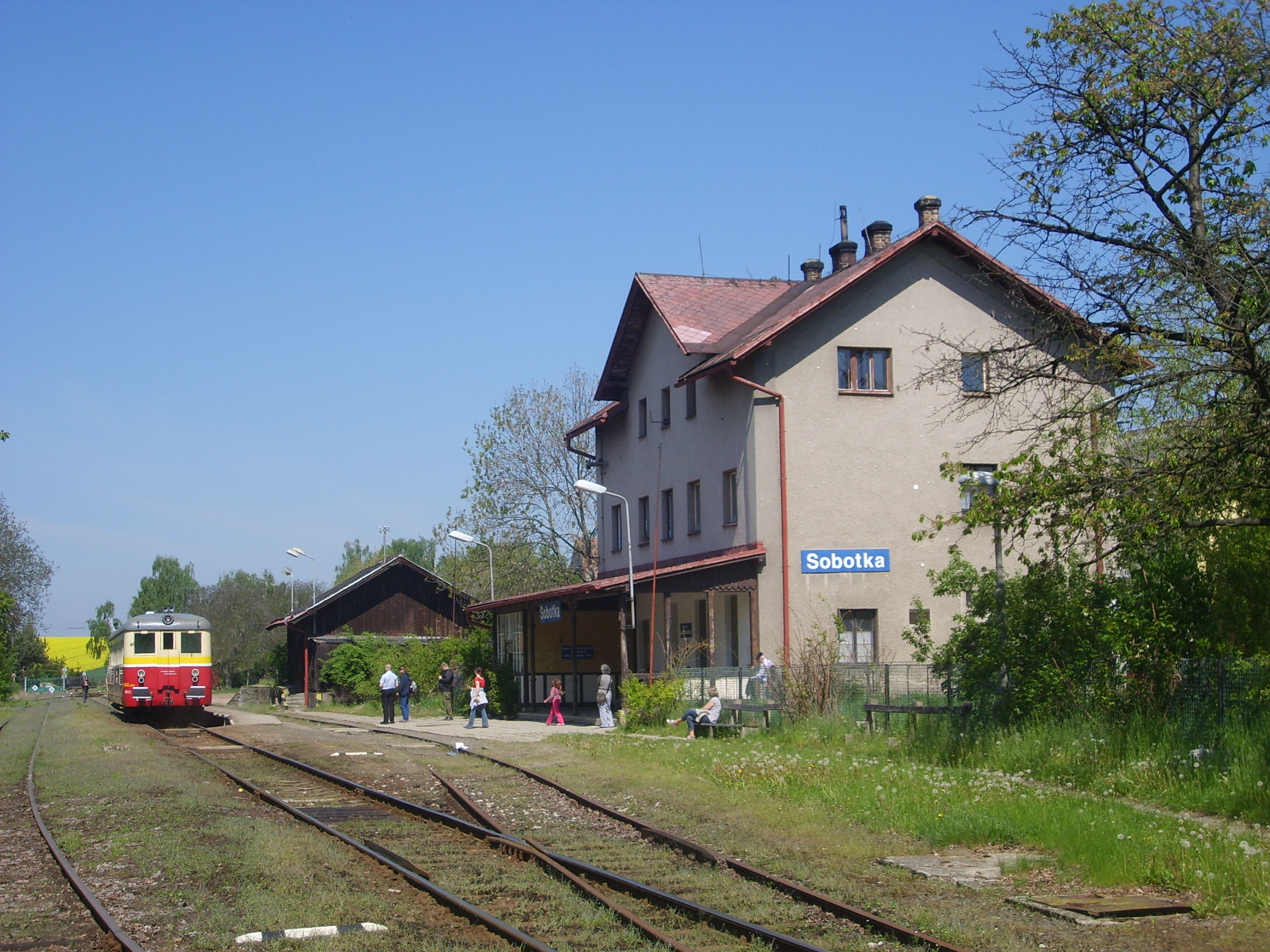
Dopravna D3 Sobotka
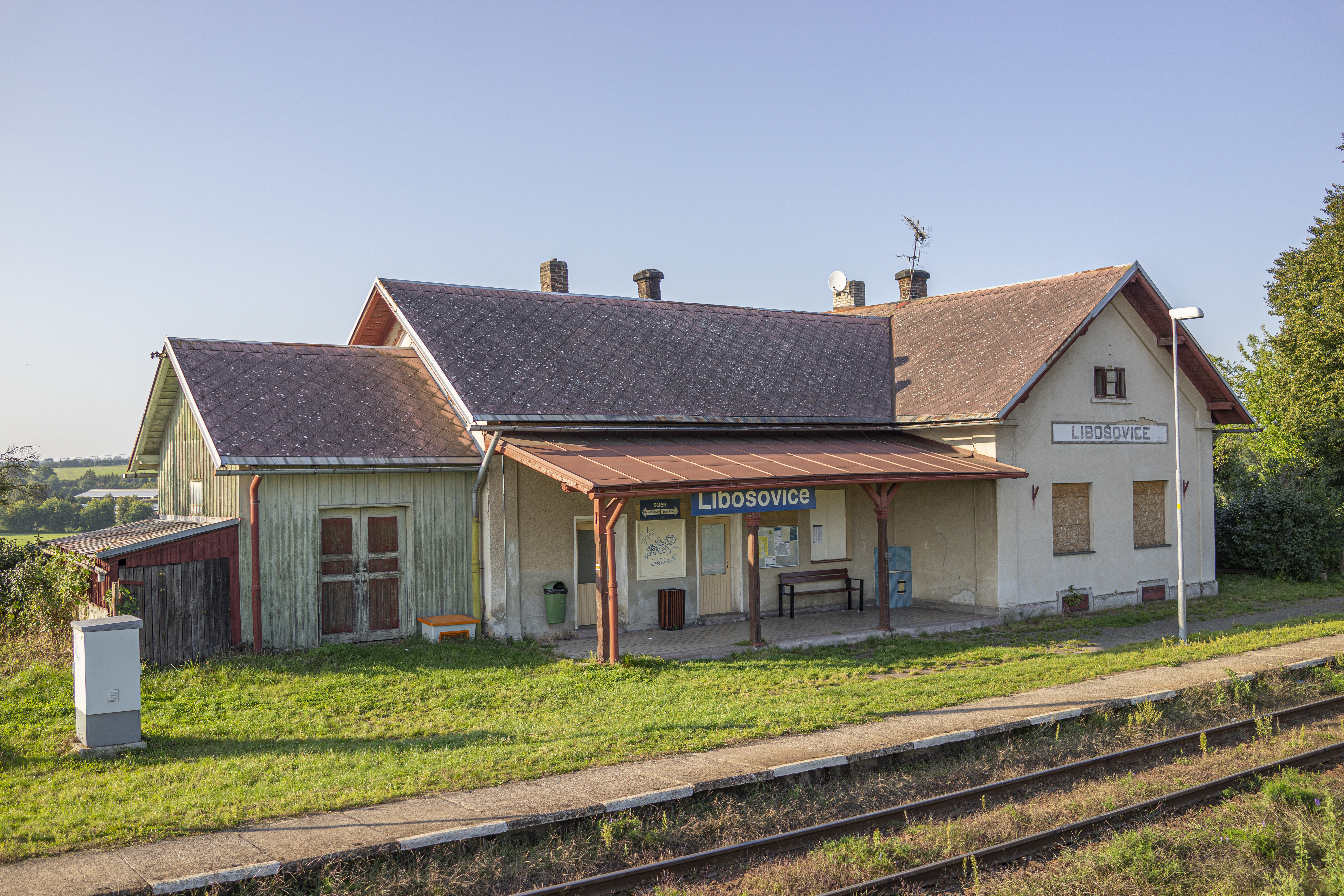
Zastávka Libošovice
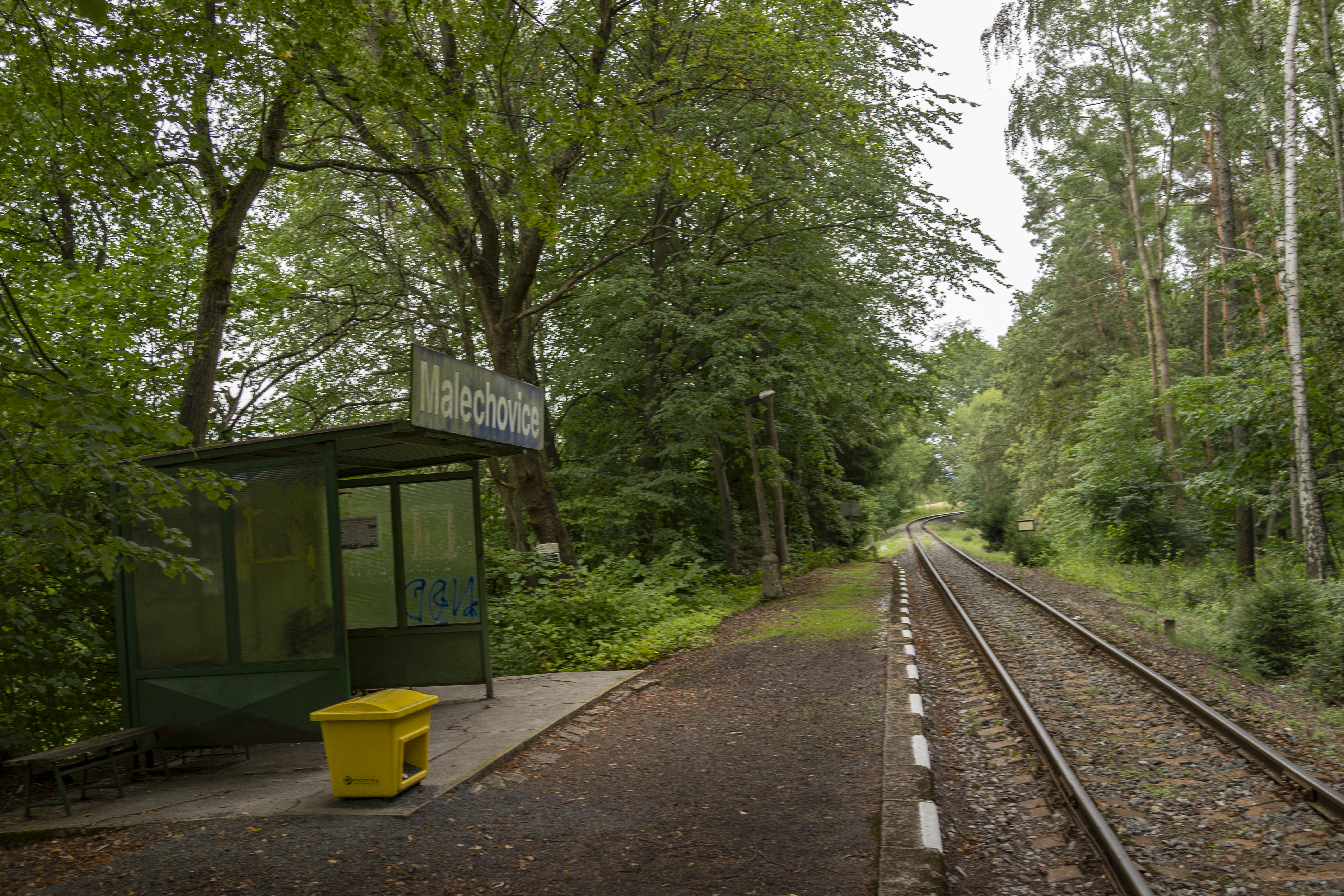
Zastávka Malechovice
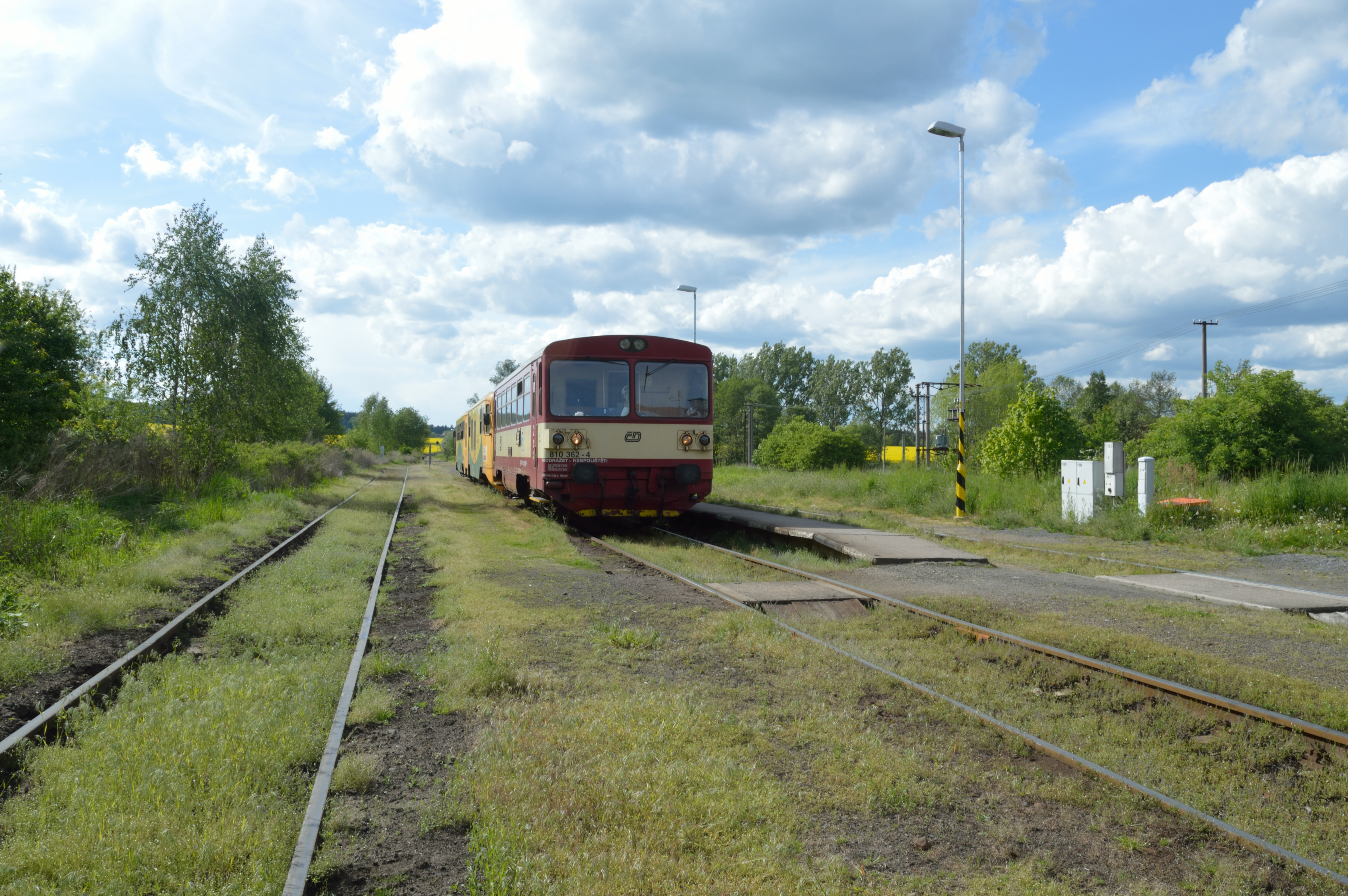
Dopravna D3 Mladějov v Čechách
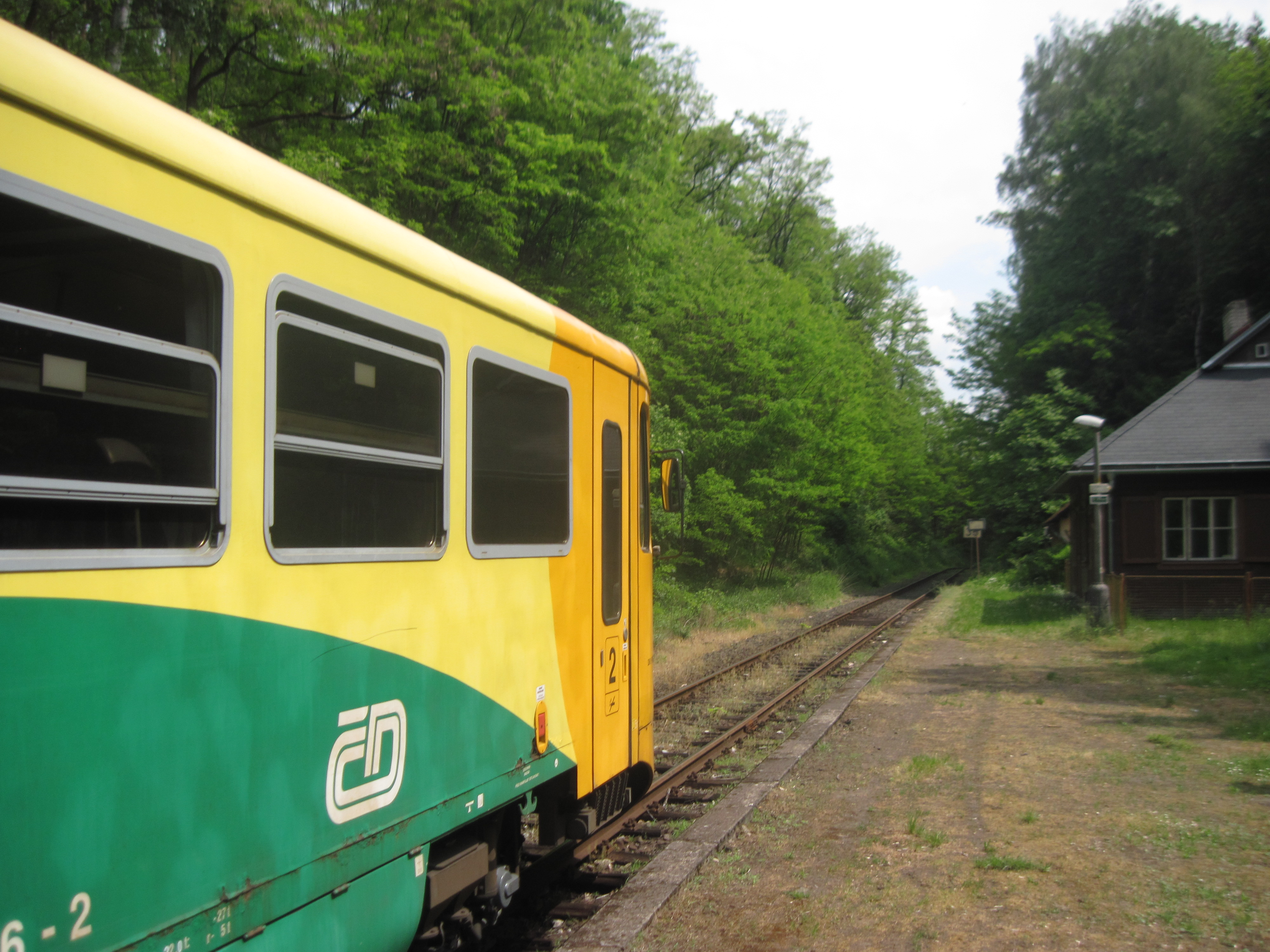
Zastávka Hrdoňovice
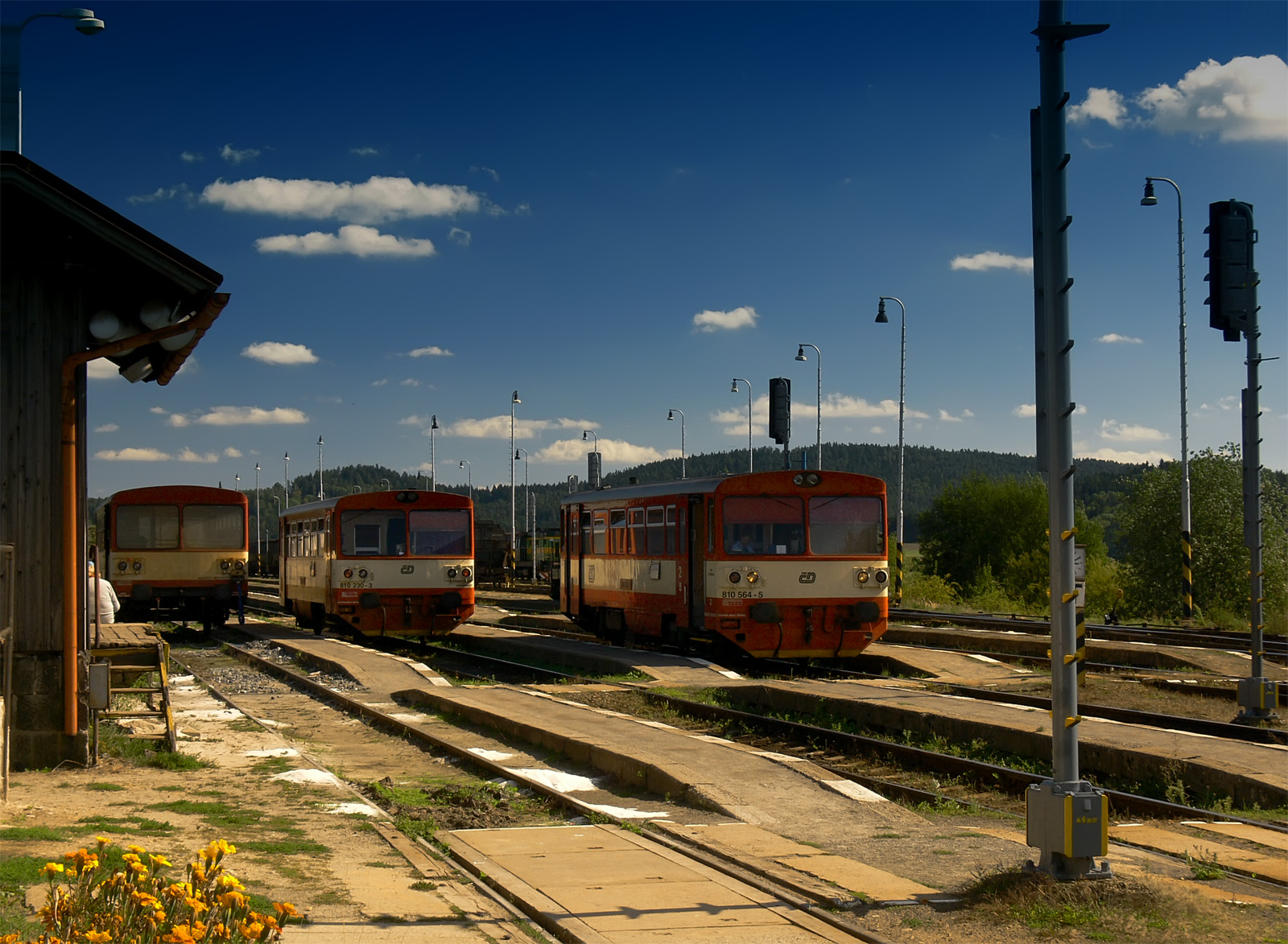
Stanice Libuň
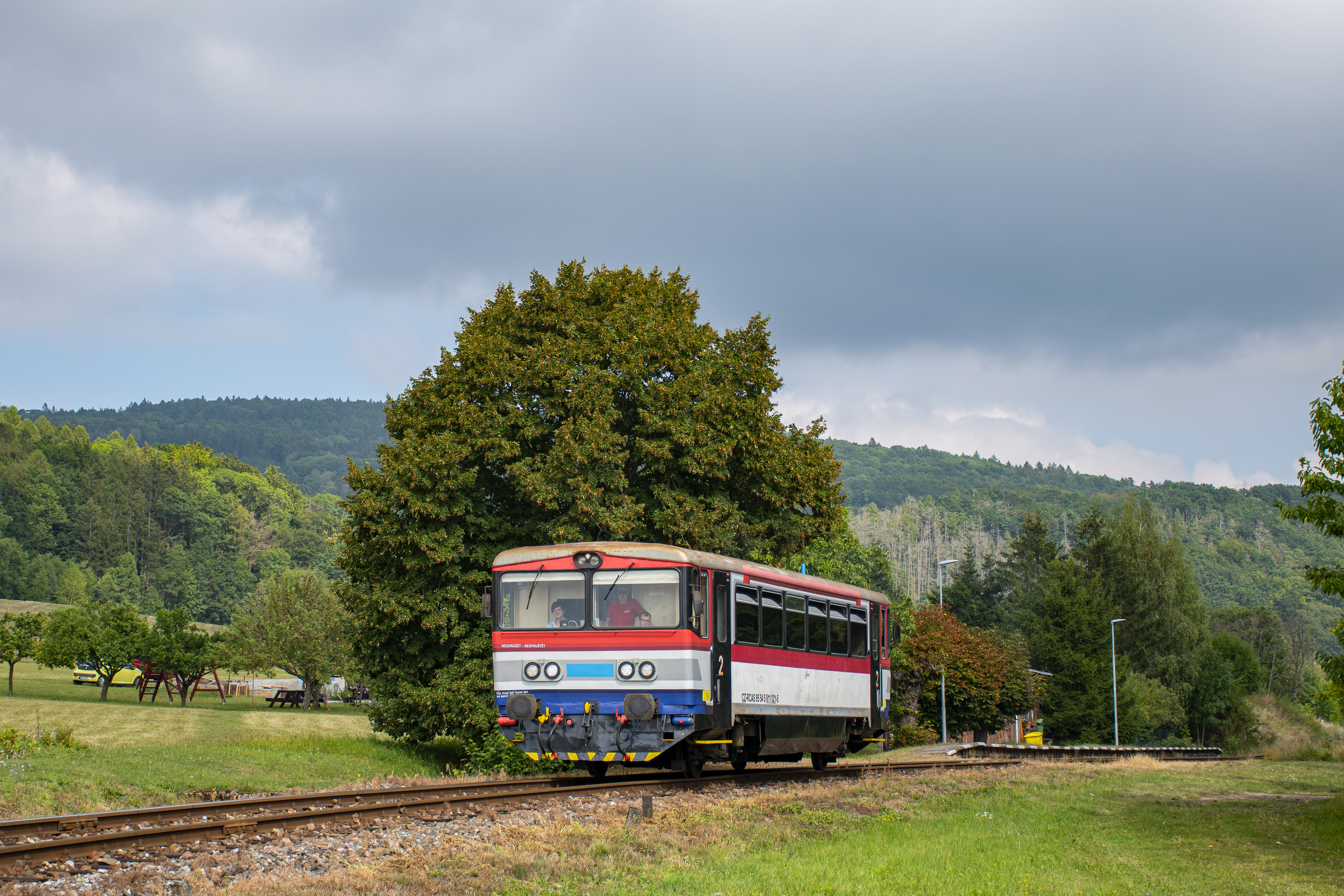
Zastávka Cidlina
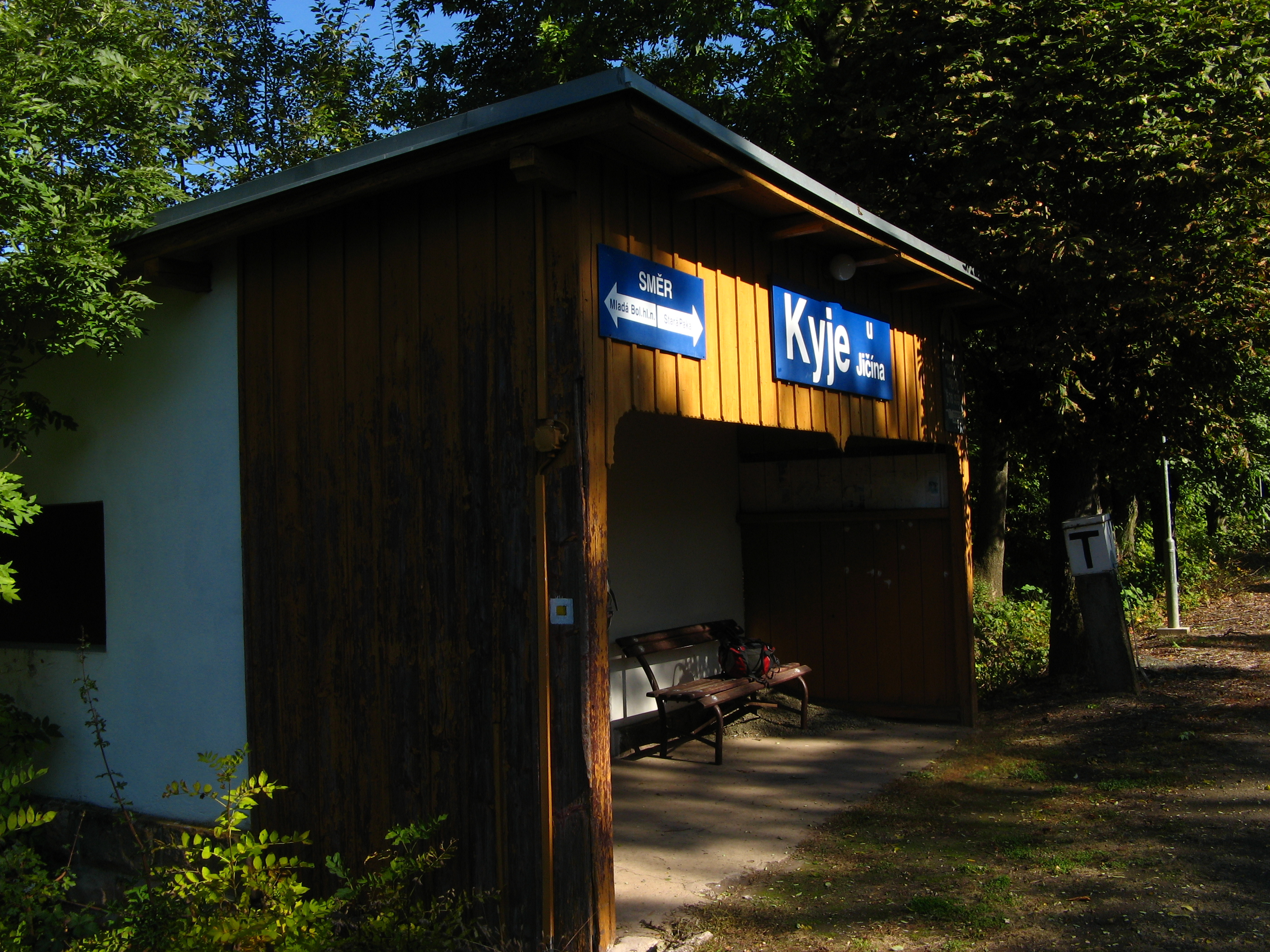
Zastávka Kyje u Jičína
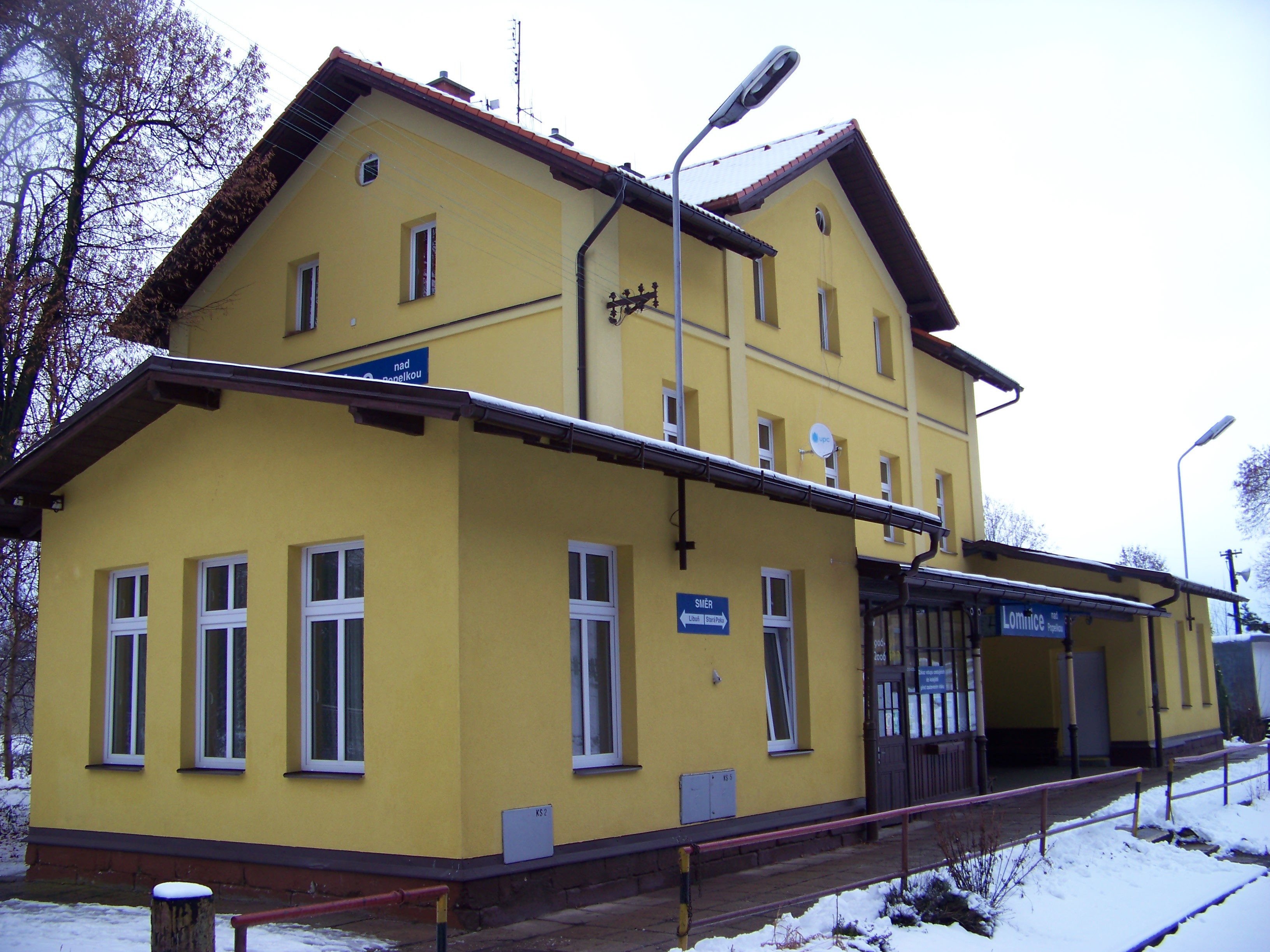
Stanice Lomnice nad Popelkou
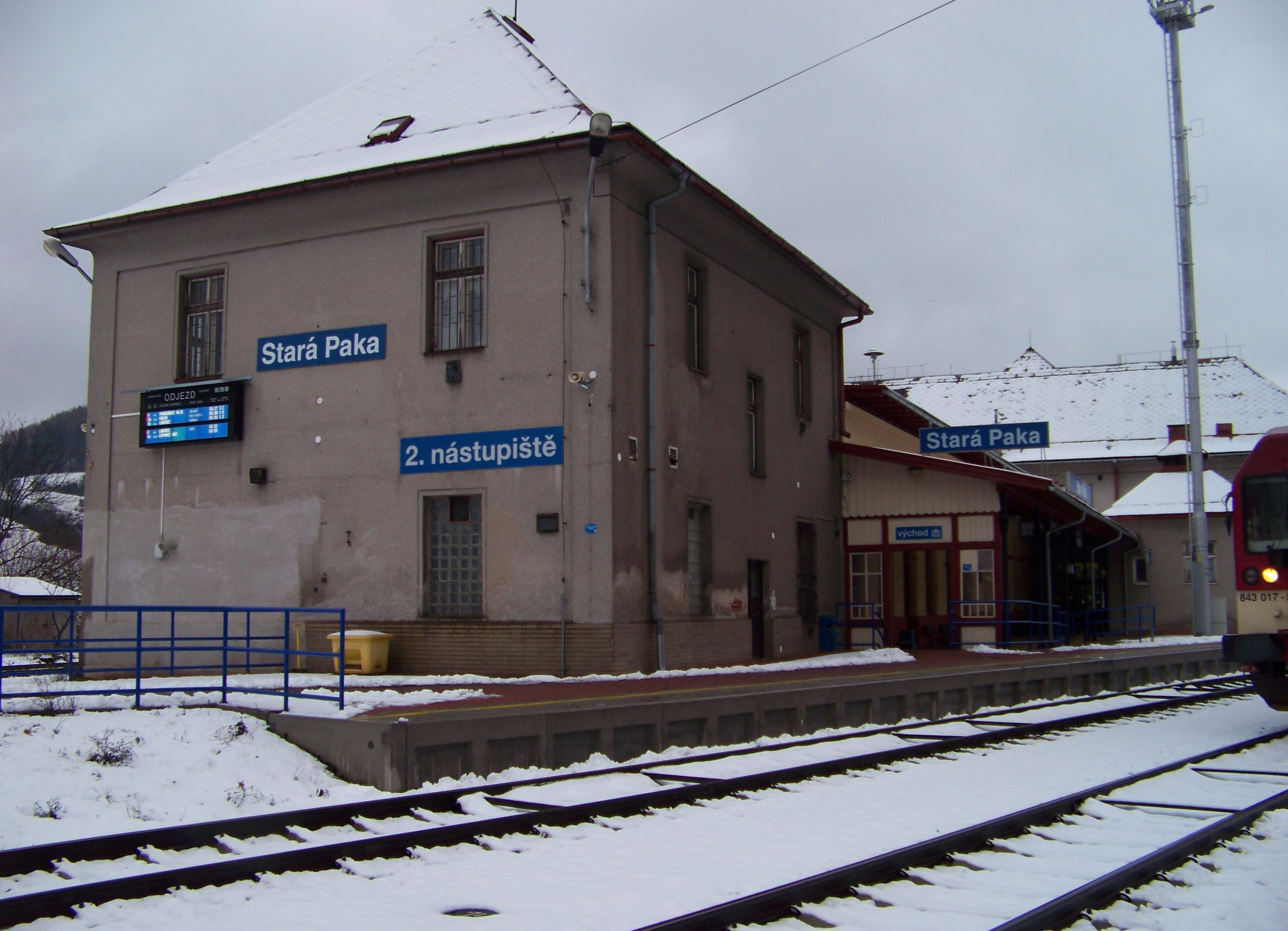
Stanice Stará Paka